# Kaspry (Ubieszyn)
Kaspry – część wsi Ubieszyn w Polsce położona w województwie podkarpackim, w powiecie przeworskim, w gminie Tryńcza, w sołectwie Ubieszyn.
W latach 1975–1998 miejscowość położona była w województwie przemyskim.
Kaspry są położone na północnej części Ubieszyna, w bliskiej odległości od Tryńczy i obejmują 11 domów.